# 出雲湖陵インターチェンジ
出雲湖陵インターチェンジ（いずもこりょうインターチェンジ）は、島根県出雲市にある山陰自動車道（出雲・湖陵道路 / 湖陵・多伎道路）のインターチェンジである。

## 道路
- E9 山陰自動車道（出雲・湖陵道路 / 出雲・湖陵道路）

## 接続する道路
- 島根県道39号湖陵掛合線[1][2]

## 歴史
- 2024年（令和6年）12月18日 : IC名称が「湖陵IC（仮称）」から「出雲湖陵IC」に正式決定[3]。
- 2025年（令和7年）3月2日 : 出雲IC - 出雲多伎IC間開通に伴い供用開始[3]。

## 料金所
無料区間のため設置されていない。

## 隣
E9 山陰自動車道（出雲・湖陵道路  / 湖陵・多伎道路）
(31)出雲IC - (32)出雲湖陵IC - (33)出雲多伎IC